# Francisco Gómez-Hidalgo y Álvarez
Francisco Gómez-Hidalgo y Álvarez (Santo Domingo-Caudilla, província de Toledo, 16 de juny de 1886 - Ciutat de Mèxic, 1947) fou un periodista i polític espanyol, diputat a les Corts Espanyoles durant la Segona República.

## Carrera
El 1934 ingressà a Unió Republicana, partit amb el qual fou elegit diputat per la província de Castelló a les eleccions generals espanyoles de 1936 dins les llistes del Front Popular. En acabar la guerra civil espanyola es va exiliar a Mèxic. Tot i així, l'agost de 1941 li fou instruït expedient a Castelló dins la Causa General.

## Director de cinema
El 1926 va dirigir la pel·lícula de cinema mut La malcasada en la qual tenen petits papers nombrosos personatges notoris de l'època, entre ells els militars Francisco Franco, José Sanjurjo, Millán Astray i Miguel Primo de Rivera.

## Obres
- Juan Belmonte, su vida y su arte (1914)